# Château de Cambiaire
Le château de Cambiaire est une construction du XIVe siècle située dans la commune de Saint-Étienne-Vallée-Française, département de la Lozère.
En 2021, Mme Darnas, architecte des monuments historiques et grande érudite de l’histoire de la Lozère confirme la datation au XIVe siècle de l’ensemble du château des caves au premier étage.

## Description
Ce château se dresse juste au-dessus du village de Saint-Étienne-Vallée-Française en Lozère. C'est un bâtiment quadrangulaire comportant une tour ronde à trois de ses angles et une tour carrée à l'angle nord-ouest. Il se compose de trois ailes autour d'une cour fermée sur le côté Ouest par un mur d'enceinte crénelé percé d'un portail.
La grande tour crénelée, qui fait office de donjon, est surmontée sur sa terrasse sommitale d'une tourelle de guet avec un toit en forme de poivrière. Ce bâtiment carré construit en pierre de schiste mêlé de quartz blancs est le plus ancien. Il comporte trois niveaux, les deux premiers datent du XIVe siècle, le dernier niveau et l'escalier à vis proviennent d'une surélévation de la fin du XVe siècle. Cette tour semble plus ostentatoire que militaire d'autant plus que ce château n'a jamais été le château fort de Saint-Étienne.  
L'un des rez-de-chaussée des logis est probablement contemporain du donjon. Les autres sont le résultat des remaniements de l'époque moderne puis de ceux de la fin du XIXe siècle et, enfin, des réparations consécutives à l'incendie de 1944.
Un parc planté de châtaigniers et de cèdres l'entoure. On y trouve une reproduction de la grotte de Lourdes et une chapelle datant de 1875 en style néogothique.

## Histoire
Sa construction, par Bernard et Pierre de Raymond de Calberte, a commencé en 1366, avec l'autorisation du vicomte de Beaufort, comte d'Alais. L'existence de tours et créneaux constitue des marques seigneuriales.
En 1392, les châtelains achètent une partie des droits de justice de Saint-Étienne et en deviennent de ce fait les co-seigneurs. Jusqu'au XVIIIe siècle les Raymond sont régulièrement cités comme seigneurs ou co-seigneurs de Saint-Étienne et demeurent propriétaires du château. Celui-ci passe ensuite par alliance dans la famille Cabiron, l'autre grande famille noble du lieu.
Le marquis Borelly de Roqueservières, qui épouse en 1746 l'héritière des de Raymond, possède toujours le château en 1789. En 1792, il est contraint, manu militari par ses manants, de rendre les titres féodaux et de rembourser les redevances qu'il avait continué à percevoir mais contrairement à d'autres demeures nobles de la vallée, le château de Cambiaire ne subit pas de dégradations. L'une des descendantes du marquis, Jeanne de Cabiron, se marie avec le général Jean Joseph Alexandre Amédée de Cambiaire donnant ainsi ce nom au château. À partir de 1873, elle le fait restaurer dans le style néo-médiéval de l'époque, lui adjoignant une chapelle (1875) et la reproduction de la grotte de Lourdes. Un pèlerinage et des manifestations catholiques s'y déroulent alors pendant quelques décennies. 
Le 8 avril 1944, en représailles de leurs tués dans la commune, les troupes allemandes aidées d'une compagnie de GMR incendient le château qui lors des incidents de la veille  avait servi de QG au maquis Bir-Hakeim. Il perd alors la majeure partie de son mobilier ancien dont sa belle bibliothèque. Il reste en ruine pendant plusieurs années. Le dernier baron de Saint-Étienne le vend. Ses nouveaux propriétaires le restaurent presque à l'identique, les toitures des tourelles du sud perdant cependant leur aspect élancé.
Longtemps le château fut une propriété privée ne se visitant pas. Vendu en 2011, il a désormais une vocation touristique : gîtes, chambre d'hôte, etc.

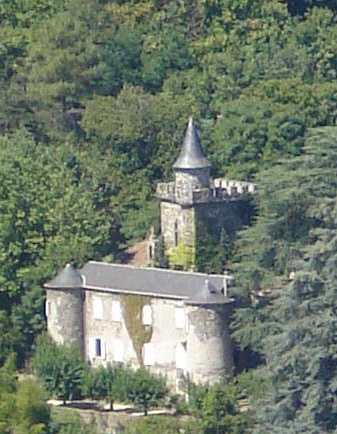
Vue du sud (2009).
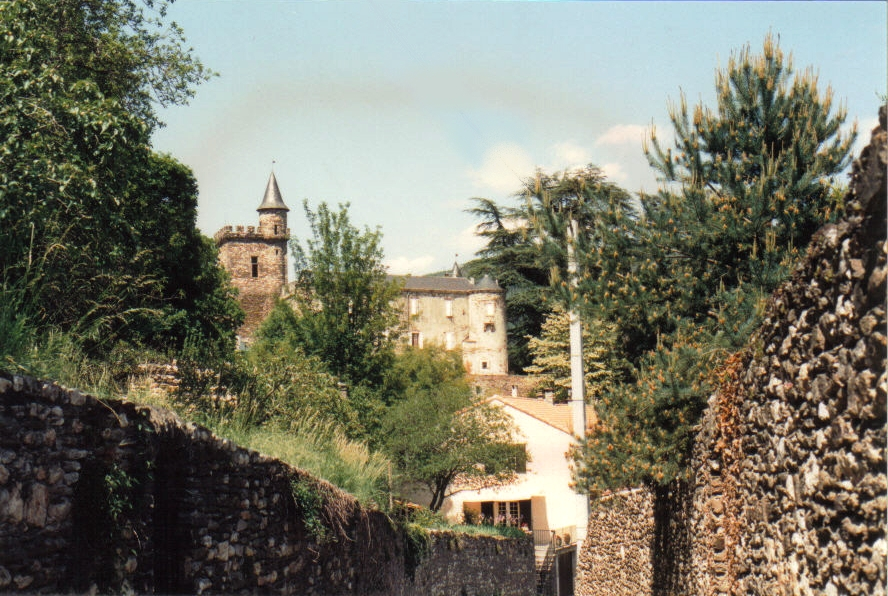
Vue depuis la rue (1992).
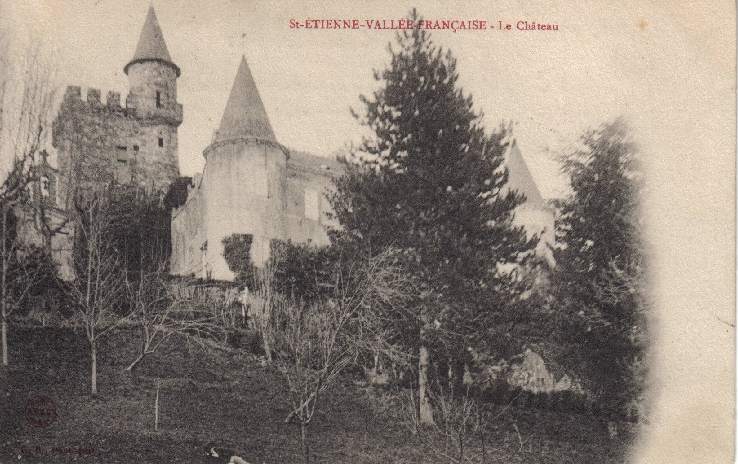
Le château en 1906 avant son incendie : des tourelles plus pointues ; sur la gauche, la chapelle.
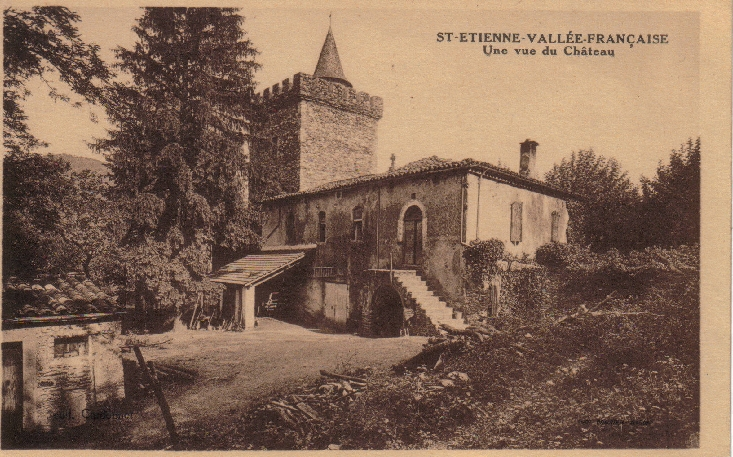
Vue de l'arrière (1930).

## Sources
- Isabelle Darnas, Châteaux Médiévaux en Cévennes, Le Pompidou, ASFP éditions, décembre 2009 (ISBN 978-2-9531785-1-7)
- Lucien Goillon, Si m'était conté Saint-Étienne en Cévenne : Monographie sur Saint-Étienne-Vallée-Française, Nîmes, Lacour, coll. « Colporteur », mai 1989, 174 p. (ISBN 2-9503675-0-X)